# プレミアム・ベスト (HOUND DOGのアルバム)
『プレミアム・ベスト』は、2009年6月24日にリリースされた、HOUND DOGの曲を収録したベスト・アルバム。

## 解説
ワーナーミュージック・ジャパンの企画で2009年に発売された、邦楽アーティストの時代を超えたヒット曲を収録したベスト盤『プレミアム・ベスト』シリーズのHOUND DOG編。1987年から1995年まで在籍したMOTHER & CHILDREN時代に発表した音源を中心に、CBS・ソニー在籍時の名曲をライブ・バージョンで収録している。シングルB面など初CD化となった音源も多数収録している。

## 収録曲
1. BRIDGE～あの橋をわたるとき～ [4:31]
  - BRIDGE収録
2. ff(フォルティシモ) ＜"Home Grown" Live Version＞ [4:30]
  - Spirits!収録
3. DESTINY [4:21]
  - GOLD収録
4. ONLY LOVE [4:41]
  - GOLD収録
5. 日はまた昇る～THE SUN ALSO RISES～ [4:21]
  - RIVER収録
6. BEGINNING [4:46]
  - アルバム未収録
  - シングル「日はまた昇る〜THE SUN ALSO RISES〜」のB面
7. SHINING [4:25]
  - アルバム未収録
  - シングル「さよならの向こうに」のB面
8. でっかい太陽～Jump Jump Jump～ [4:38]
  - アルバム未収録。シングル発売のみ
9. AMBITIOUS [4:37]
  - GOLD収録
10. BORN TO LOVE YOU～おまえのすべてを～ [4:55]
  - ROCK ME収録
11. ROAD RUNNER ＜Live Version＞ [3:54]
  - LOVE収録
  - 1999年8月28日に開催されたコンサート「夢の島 ファイナル」での音源
12. KNOCK ME TONIGHT ＜Live Version＞ [4:28]
  - Spirits!収録
  - 1994年11月に全国7カ所全12本行われたスペシャル限定ライブ「KNOCK ME TONIGHT」での音源[4]
13. SONGS ＜Live Version＞ [4:51]
  - OMEGA収録
  - 1994年8月27日に開催されたコンサート「夢の島 1994」での音源
14. 今夜ハートで ＜Live Version＞ [4:26]
  - DREAMER収録
  - 1994年8月27日に開催されたコンサート「夢の島 1994」での音源
15. 嵐の金曜日 ＜"Home Grown" Live Version＞ [4:37]
  - Welcome to The Rock'n Roll Show収録
16. LAST NIGHT LAST TIME ＜Live Version＞ [5:15]
  - Welcome to The Rock'n Roll Show収録
  - 1994年8月27日に開催されたコンサート「夢の島 1994」での音源
17. ROAD [5:18]
  - BE QUIET収録